# NGC 746
NGC 746 (również PGC 7399 lub UGC 1438) – galaktyka nieregularna (Im), znajdująca się w gwiazdozbiorze Andromedy. Odkrył ją Lewis A. Swift 12 września 1885 roku.